# Pete Staples
Pete Staples (Andover, 19 dicembre 1944) è un bassista e cantante britannico noto per aver fondato e aver fatto parte dei The Troggs.

## Carriera
Inizia la carriera con un piccolo gruppo chiamato Ten Feet Five, che presto abbandona per fondare i Troggs insieme al cantante Reg Presley e Ronnie Bond. Con esso incide i primi quattro album, dopodiché, nel 1969, lascia la band, e, per un breve periodo la musica, ed inizia a fare l'elettricista. Negli anni successivi diventa collaboratore del cantautore Barry Benson, per poi intraprendere la carriera solista. Nel 1988 fonda una band chiamata Wild Things, come un suo grande successo. Nel 1995 appare nel film-documentario My Generation.
Nel 2015 intraprende un tour insieme a Chris Brittan e Chip Taylor.

## Discografia

### Coi Troggs
- 1966 - Trogglodynamite
- 1967 - Cellophane
- 1968 - Love Is All Around
- 1968 - Mixed Bag (album The Troggs)

### Con Barry Benson
- 1967 - I Can Wait

### Solista
- 1998 - Nuggets
- 2001 - Nuggets II